# دوري جزر العذراء الأمريكية لكرة القدم
دوري الجزر العذراء الأمريكية لكرة القدم هو الدوري الوطني لكرة القدم في الجزر العذراء الأمريكية، .البطل الحالي هو نادي نيو فيبس.